# Cratere Vavilov
Vavilov è un cratere lunare di 98,22 km situato nella parte sud-orientale della faccia nascosta della Luna.